# Sergej Kalinin
Sergej Pavlovič Kalinin (in russo Сергей Павлович Калинин?; Omsk, 17 marzo 1991) è un hockeista su ghiaccio russo.

## Palmarès

### Olimpiadi
- 1 medaglia[1]:
  - 1 oro (Pyeongchang 2018)

### Mondiali
- 2 medaglie[2]:
  - 1 oro (Bielorussia 2014)
  - 1 bronzo (Russia 2016)